# محمد الناجم الغرسلي
محمد الناجم الغرسلي قاض تونسي من مواليد مدينة القصرين ووالي سابق لولاية المهدية قبل أن يتم تعينة وزيرا للداخلية التونسية في حكومة الحبيب الصيد، خلفا للطفي بن جدو.

## سيرته
متحصل على الإجازة في الحقوق.

## عمله
باشر عمله في سلك القضاء منذ حوالي 26 سنة. وشغل منصب رئيس للمحكمة الابتدائية بالقصرين لمدة 5 سنوات. تم ترشيحه سابقا للانضمام إلى الحكومة المؤقتة الثانية لمحمد الغنوشي كوزير إلا انه اعتذر عن الانضمام إليها. وخلال رئاسته للمحكمة الابتدائية بالقصرين كان معه وزير الداخلية الحالي لطفي بن جدو في خطة حاكم تحقيق. ثم منتصف سنة 2014 تم تعيينه من طرف حكومة الباجي قائد السبسي واليا على المهدية إلى حين تكليف السيّد الحبيب الصّيد في شهر يناير 2015 بتشكيل حكومته عقب الانتخابات التشريعيّة والرئاسيّة في دورتيها حيث تمّ تعيينه وزيرا للدّاخلية خلفا للطفي بن جدّو .
عام 2017، صدرت بطاقة إيداع بالسجن في حق وزير الداخلية الأسبق محمد ناجم الغرسلي وذلك بخصوص القضية المتعلق بالتآمر على أمن الدولة الداخلي والتخابر مع جهات أجنبية المتهم فيها رجل الأعمال شفيق الجراية. وتم فيما بعد إصدار بطاقة جلب في حق الغرسلي لكن لم يتم العثور عليه في عنوان مقر سكنه بسبب عدم امتثاله للقرار القضائي.
وفي أكتوبر 2019، قرر القضاء حفظ القضية المعروفة «بالتآمر على أمن الدولة» المتهم فيها شفيق الجراية وإطارين أمنيين ووزير الداخلية السابق ناجم الغرسلي حيث أسقط القضاء جميع التتبعات القضائية في حقه.